# Batomys russatus
Batomys russatus es una especie de roedor de la familia Muridae.

## Distribución geográfica
Es endémica de Dinagat (Filipinas).